# Banca internazionale per la ricostruzione e lo sviluppo
La Banca internazionale per la ricostruzione e lo sviluppo (in inglese International Bank for Reconstruction and Development IBRD) o BIRS è un organismo internazionale dell'Organizzazione delle Nazioni Unite, che ha lo scopo di aiutare paesi in via di sviluppo tramite il finanziamento di progetti mirati al raggiungimento di obiettivi precisi.
Istituita il 27 dicembre 1945, insieme con il Fondo Monetario Internazionale, a seguito dell'entrata in vigore degli accordi della conferenza di Bretton Woods (tenutasi tra il 1º ed il 22 luglio del 1944) con sede a Washington (USA), aveva come scopo originario quello di finanziare la ricostruzione e lo sviluppo nei paesi coinvolti nella seconda guerra mondiale. Successivamente lo scopo è stato allargato al finanziamento dei paesi in via di sviluppo tra gli stati membri, solitamente in cambio dell'adozione di politiche di austerità.
In base all'atto istitutivo, la Banca Mondiale favorisce la ricostruzione e lo sviluppo dei territori dei paesi membri facilitando l'investimento di capitale a scopi produttivi; promuove l'investimento privato estero, fornendo garanzie o partecipando a prestiti; integra l'investimento privato, erogando, a condizioni più favorevoli di quelle di mercato, risorse finanziarie da destinare a scopi produttivi.
Il funzionamento operativo della banca è assicurato dai versamenti delle quote a carico dei paesi membri.
Attualmente le attività della Banca Mondiale sono focalizzate sul finanziamento dei paesi in via di sviluppo in campi quali l'educazione, l'agricoltura e l'industria; la BIRS chiede in contropartita, ai paesi beneficiari, l'attuazione di misure politiche tese, oltre che alla limitazione della corruzione ed al consolidamento della democrazia, alla crescita economica in termini di PIL ed all'apertura di canali commerciali stabili con l'estero.

## Storia
La Banca internazionale per la ricostruzione e lo sviluppo (IBRD nell'acronimo inglese, BIRD in francese) inizia le proprie operazioni il 25 giugno 1946 ed accorda, il 9 maggio 1947, alla Francia il suo primo prestito (250 milioni di dollari per la ricostruzione postbellica; prestito che, ad oggi, rimane il più alto, in termini reali, mai accordato dalla banca).
La Banca Mondiale è stata costituita principalmente come veicolo per la ricostruzione dell'Europa e del Giappone all'indomani della seconda guerra mondiale, con l'obiettivo supplementare di incoraggiare la crescita economica dei paesi in via di sviluppo in Africa, Asia ed America Latina. Inizialmente i finanziamenti della Banca sono stati indirizzati, prevalentemente, su grandi progetti infrastrutturali nel campo dei trasporti (costruzione di autostrade ed aeroporti) ed in quello energetico (impianti elettrici). Con il raggiungimento di adeguati livelli di crescita economica e di reddito pro capite in Europa e Giappone le operazioni della Banca si sono, via via, focalizzate esclusivamente sui Paesi in via di sviluppo. A partire dagli anni novanta la BIRS ha partecipato al finanziamento (in coordinazione con altri organismi finanziari internazionali quali la Banca europea per la ricostruzione e lo sviluppo) della ricostruzione nei paesi est-europei e dell'ex Unione Sovietica.

## Gli obiettivi
La Banca Mondiale accorda prestiti a lungo termine, garanzie ed assistenza tecnica per aiutare i Paesi in via di sviluppo ad implementare politiche di riduzione della povertà. I finanziamenti della BIRS sono utilizzati in diversi settori: la riforma della sanità, l'educazione, i progetti ambientali ed infrastrutturali (che comprendono la costruzione di dighe, strade e parchi naturali). Oltre ai finanziamenti veri e propri la Banca Mondiale fornisce assistenza e consigli ai Paesi in via di sviluppo su tutti gli aspetti dello sviluppo economico.
Dal 1996, con l'insediamento di James Wolfensohn alla presidenza e la pubblicazione del rapporto intitolato "Aiutare le nazioni a combattere la corruzione: programma della Banca Mondiale per il 1997" , la Banca Mondiale (e le altre istituzioni facenti parte del gruppo) si sono dedicate soprattutto alla lotta alla corruzione nei paesi beneficiari. Ciò è stato visto come un allontanamento da quanto statuito alla Sezione 10 dell'articolo 10 dell'Accordo Istitutivo della Banca che sottolinea il mandato "non politico" della Banca.
Secondo quanto indicato da fonti della Banca Mondiale gli obiettivi di quest'ultima hanno subito, nel corso degli anni, un'evoluzione: la Banca ha, infatti, di recente messo l'accento sulla riduzione della povertà (con l'abbandono dell'obiettivo unico della crescita economica) favorendo inoltre la creazione di piccole imprese. Ha poi sostenuto l'idea che l'acqua potabile, l'educazione e lo sviluppo sostenibile siano tra i fattori essenziali per la crescita economica ed ha cominciato ad investire massivamente in progetti riguardanti tali temi. In risposta alle critiche rivoltele dalle ONG la Banca Mondiale ha adottato tutta una serie di politiche in favore della salvaguardia dell'ambiente ed in ambito sociale, mirando ad assicurarsi che i progetti finanziati non aggravassero le sorti delle popolazioni dei paesi aiutati. A dispetto di tali politiche la Banca Mondiale è spesso stata criticata dalle ONG per non aver lottato efficacemente contro la povertà e per aver trascurato gli aspetti sociali ed ambientali nei propri progetti.
Lo Sviluppo del settore privato (Private Sector Development - PSD) è la strategia di promozione della privatizzazione universalmente valida per tutti i settori della Banca: tutte le altre strategie adottate dalla Banca debbono essere coordinate con il PSD.

### L'Atto di adesione alla BIRS
Gli obiettivi della Banca Mondiale sono chiaramente espressi dall'Articolo I dell'Atto di Adesione alla BIRS (con le modifiche introdotte ed entrate in vigore dal 16 febbraio 1989) relativo agli scopi della Banca: vista la notevole distanza tra le posizioni dei critici delle politiche messe in atto dalla Banca Mondiale - da un lato - la Banca stessa ed i sostenitori di tali politiche - dall'altro - può essere utile riportare il testo di tale articolo: 
"Gli scopi della Banca sono:
(i) contribuire alla ricostruzione ed allo sviluppo dei territori dei paesi membri favorendo l'investimento di capitali per scopi produttivi, ivi compreso il ripristino delle economie distrutte o danneggiate dalla guerra, la riconversione degli insediamenti produttivi alle necessità della pace e stimolando lo sviluppo delle strutture produttive nei paesi meno sviluppati.
(ii) promuovere l'investimento privato straniero per mezzo della fornitura di garanzie o mediante la partecipazione a prestiti ed altri investimenti effettuati da investitori privati; quando capitali privati non siano disponibili in termini ragionevoli, integrando, a condizioni ragionevoli, gli investimenti privati con la fornitura di finanziamenti a scopo produttivo e per mezzo di capitale proprio, di fondi raccolti e di altre risorse proprie.
(iii) promuovere lo sviluppo bilanciato ed a lungo termine del commercio internazionale ed il mantenimento dell'equilibrio nelle bilance dei pagamenti incoraggiando gli investimenti internazionali per lo sviluppo delle risorse produttive nei paesi membri, aiutando in tal modo l'aumento della produttività, degli standard di vita e delle condizioni lavorative nei territori degli stessi.
(iv) organizzare i prestiti effettuati o le garanzie concesse in relazione a prestiti internazionali attraverso altri canali in maniera tale che i progetti più utili ed urgenti, per grandi o piccoli che siano, vengano trattati per primi.
(v) condurre le proprie operazioni con il dovuto riguardo agli effetti degli investimenti internazionali sulle condizioni degli affari nei territori dei paesi membri e, nell'immediato dopoguerra, favorire una transizione regolare da un'economia di guerra ad un'economia di pace.
La Banca sarà guidata in tutte le sue decisioni dagli obiettivi qui stabiliti."

## La struttura organizzativa
Assieme alle agenzie affiliate, create tra il 1956 ed il 1988 la BIRS fa parte del Gruppo della Banca mondiale (World Bank Group). Gli uffici principali del gruppo sono a Washington ed il gruppo nel suo insieme, così come la Banca, è un organismo internazionale senza fini di lucro partecipato dai paesi membri.
Il Fondo Monetario Internazionale (FMI) è, invece, un'organizzazione parallela a quella della Banca mondiale, anch'essa fondata in base agli accordi di Bretton Woods.
Tecnicamente la Banca Mondiale è parte delle Nazioni Unite ma la struttura direzionale della Banca differisce da quella dell'ONU: ciascuna delle istituzioni facenti parte del gruppo ha, infatti, come "azionisti" i governi dei paesi membri dell'istituzione stessa, come sottoscrittori delle quote di capitale, i cui voti sono proporzionali alle quote azionarie possedute nell'istituzione. La partecipazione come paese membro assicura, infatti, un certo numero di diritti di voto uguali per tutti i paesi ma ulteriori diritti di voto vengono attribuiti in dipendenza dai contributi finanziari del paese membro all'organizzazione partecipata.
Come risultato di tale suddivisione, la Banca Mondiale ed il FMI sono controllati principalmente dai paesi occidentali, mentre i paesi dove tali istituzioni operano sono stati e sono quasi esclusivamente paesi in via di sviluppo. Alcuni critici sostengono che una diversa struttura organizzativa potrebbe garantire una maggiore attenzione ai bisogni dei paesi beneficiari: dal momento che (al 1º novembre 2004) gli Stati Uniti detenevano il 16,4% del totale dei diritti di voto, il Giappone il 7,9%, la Germania il 4,5% e Francia e Gran Bretagna il 4,3% ciascuna, e dato che le decisioni più importanti necessitano di una maggioranza qualificata dell'85%, un solo paese od un gruppo ristretto di paesi possono, da soli, bloccare qualsiasi riforma.
Dal 1993 la BIRS, sotto la spinta del movimento no-global e di gruppi di pressione, si è dotata di un Control Panel per attivare delle procedure di controllo della trasparenza e per la verifica di eventuali violazioni delle regole relative alla concessione di crediti e prestiti. Quest'organo può essere attivato, su richiesta di più persone (anche solo due) vittime della presunta violazione, con una domanda presentata in forma scritta e nella lingua da loro correntemente parlata, dialetti compresi.

### Le operazioni finanziarie
Statutariamente la Banca internazionale per la ricostruzione e lo sviluppo eroga prestiti sia a governi che ad enti ed imprese pubbliche, con l'obiettivo di finanziare specifici progetti.
Prima di accordare un prestito, consulenti ed esperti della Banca valutano se il potenziale beneficiario sia in grado di soddisfare le condizioni prescritte. Queste sono, per la maggior parte, intese ad assicurare che i prestiti vengano impiegati proficuamente e che possano essere rimborsati. La Banca pone come condizione che il beneficiario, per quel particolare progetto, non possa ottenere un finanziamento presso nessun'altra fonte sul mercato; inoltre, esige che il progetto sia tecnicamente realizzabile ed economicamente remunerativo. Per garantire il rimborso, gli stati membri devono farsi garanti dei prestiti concessi all'interno dei loro territori.
Una volta erogato il prestito, la Banca richiede al mutuatario e ai propri osservatori resoconti periodici sull'utilizzo del prestito e sull'andamento del progetto.
I fondi necessari all'emissione dei prestiti provengono principalmente da emissioni obbligazionarie che la Banca effettua sui mercati internazionali dei capitali (normalmente per un importo annuo totale tra i 12 ed i 15 miliardi di dollari;. Tali emissioni obbligazionarie hanno un rating "AAA" (il più alto accordato dalle agenzie di rating) dal momento che sono garantite dalle quote di capitale e dalle garanzie dirette dei paesi membri e ciò permette alla BIRS di effettuare le proprie "operazioni di raccolta" a tassi concorrenziali e dunque di accordare prestiti a tassi mediamente inferiori a quelli di mercato (pur con l'aggiunta di uno spread dell'1% a copertura delle spese amministrative sostenute dalla Banca), soprattutto se confrontati con quelli che i paesi beneficiari otterrebbero sul mercato internazionale dei capitali in base ai propri rating (sostanzialmente più bassi che non la tripla A riservata ai paesi ed alle istituzioni finanziarie più solide).
Inoltre l'Agenzia internazionale per lo sviluppo accorda prestiti "morbidi" (con periodi di restituzione del debito intorno ai 30 anni e senza l'applicazione di interessi) ai paesi più poveri (in tale definizione vengono solitamente ricomprese quelle nazioni il cui reddito annuo pro capite sia inferiore ai 500 dollari). I fondi per tali operazioni sono forniti da contributi diretti di alcuni degli stati membri che finanziano il differenziale tra i costi della BIRS e le condizioni di erogazione ai paesi beneficiari.

### La Presidenza della BIRS
Il Presidente della BIRS coincide con quello del Gruppo della Banca mondiale che tradizionalmente è un cittadino statunitense, nominato dal governo degli Stati Uniti, massimo azionista della stessa.

## Membri
Membri del BIRS sono 186 paesi facenti parte dell'ONU più il Kosovo.
Non ne sono membri: Cuba, Corea del Nord, Andorra, Principato di Monaco, Liechtenstein, Nauru, Isole Cook, Niue, Città del Vaticano e tutti gli altri Paesi non riconosciuti internazionalmente.
Tutti i membri del BIRS sono anche membri dell'FMI e viceversa.

## Critiche al ruolo della BIRS
Le politiche e le attività della Banca Mondiale sono state - e sono - oggetto di critiche da parte di numerose Organizzazioni non governative, di alcuni accademici ed, in alcuni casi, anche da parte di alcune valutazioni interne della Banca stessa: l'accusa rivolta alla BIRS è quella di essere uno strumento degli USA o dell'occidente in generale per imporre ai paesi beneficiari politiche economiche a supporto o ad esclusivo beneficio degli interessi occidentali. Effettivamente riforme di mercato in senso liberale come quelle sistematicamente sostenute dalla Banca si sono spesso dimostrate dannose allo sviluppo economico se non corrette, troppo velocemente implementate ovvero attuate nell'ordine sbagliato in un contesto non adeguato (quale, appunto, quello di un'economia debole o non competitiva come spesso è il caso delle economie dei Paesi in via di sviluppo nei quali si concentrano le operazioni della Banca).
La Banca Mondiale viene poi criticata da coloro che si oppongono a quella che viene chiamata globalizzazione "neo-coloniale", sostenendo che gli interventi strutturali sull'economia operati dalla banca per favorire la liberalizzazione economica dei mercati ledono la sovranità nazionale in tali paesi, tendendo a sminuire il necessario ruolo dello stato nell'economia.
Un'ulteriore critica è, infatti, quella che la Banca Mondiale basi le proprie politiche essenzialmente sul principio unico del neoliberismo che postula che il libero mercato, lasciato a sé stesso, trovi il proprio equilibrio naturale, apportando ricchezza e prosperità alle nazioni che praticano la libera concorrenza. In quest'ottica le riforme di stampo "neo-liberista" non sempre sono proficuamente attuabili in nazioni nelle quali vi siano conflitti (etnici o di frontiera) o che abbiano sperimentato lunghi periodi di oppressione (dittature o colonialismo) e che quindi non abbiano un sistema politico democratico e sufficientemente stabile. In questo caso il timore espresso da chi non vede di buon occhio questo tipo di globalizzazione (i movimenti cosiddetti no-global) è quello che le politiche messe in atto dalla BIRS favoriscano l'insediamento di imprese straniere (o multinazionali) a discapito dell'economia locale.
Di contro, i fautori dell'economia liberista criticano l'esistenza stessa di tale organismo, un organismo che - secondo tale posizione - costa caro ai contribuenti senza, però, portare a risultati certi; un organismo di stampo puramente politico che rappresenta la negazione della capacità intrinseca del mercato di auto-regolarsi.